# Chalinolobus gouldii
Chalinolobus gouldii is een vleermuis uit het geslacht Chalinolobus die voorkomt in geheel Australië behalve het Kaap York-schiereiland, inclusief de eilanden Norfolk, Tasmanië, King en Kangaroo. De Nieuw-Caledonische soort C. neocaledonicus wordt soms als een ondersoort van C. gouldii gezien; mogelijk vertegenwoordigt de populatie op Norfolk een derde soort in deze groep. Die populatie is zeer zeldzaam, of misschien al uitgestorven. De soort komt in allerlei habitats voor, tot steden toe, behalve woestijnen.
C. gouldii is de grootste Chalinolobus van Australië. Er is een scherpe scheiding tussen de zwarte kop en zwarte schouders en de bruine rug. De onderkant is bruin. In het noorden zijn de dieren donkerder. De staartlengte bedraagt 31 tot 46 mm, de voorarmlengte 36 tot 47 mm, de oorlengte 8 tot 13 mm en het gewicht 7 tot 20 g.
Het dier slaapt in gebouwen of boomholtes. De paartijd is van maart tot juni; de jongen (vaak tweelingen) worden van november tot januari geboren. In koud weer wordt hij gevoel- en bewusteloos.